# Miracolo eucaristico di Ferrara

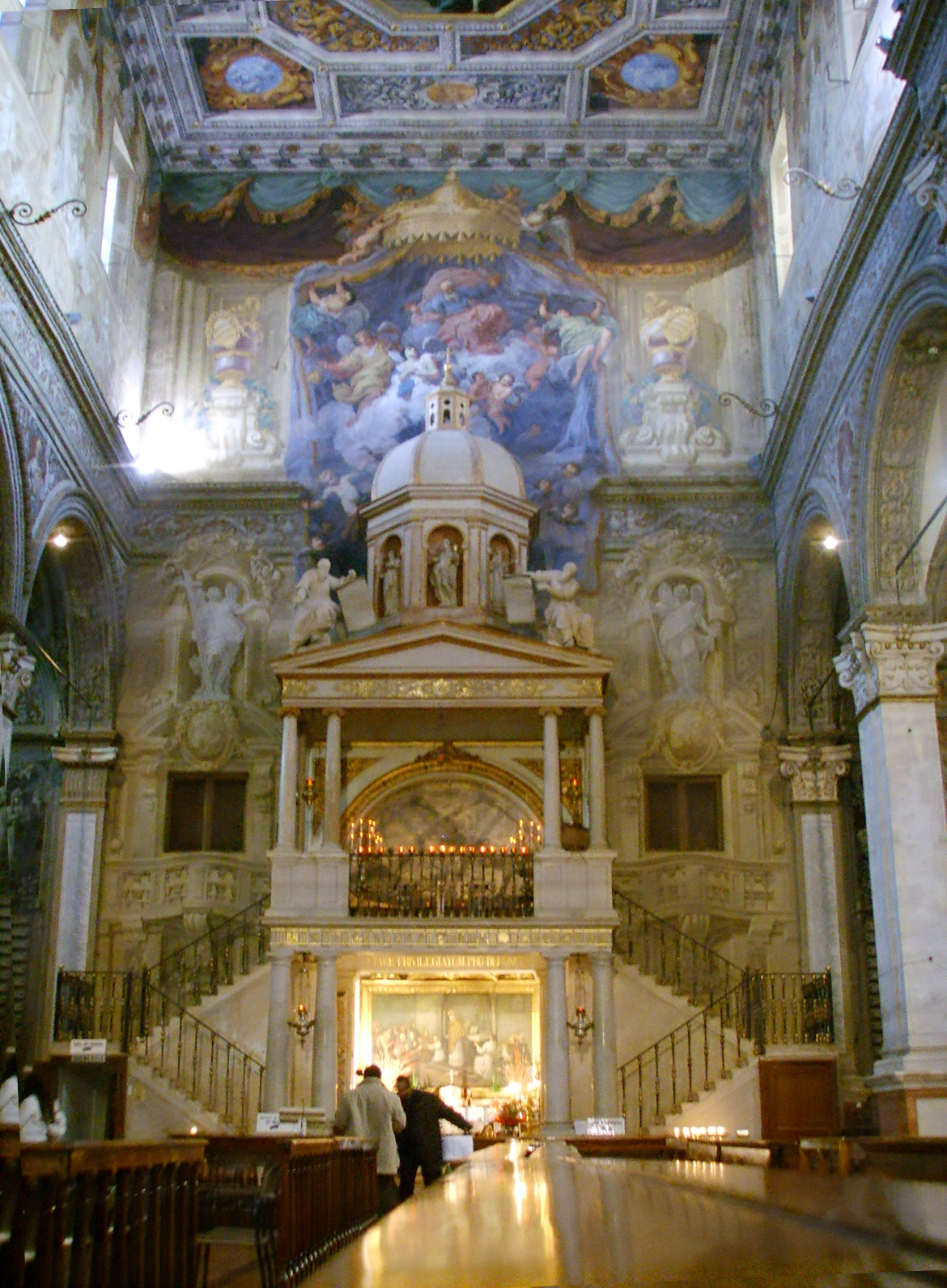
Santuario del Preziosissimo Sangue (Chiesa di Santa Maria in Vado, Ferrara)

Il miracolo eucaristico di Ferrara secondo la tradizione sarebbe avvenuto nel 1171 nella chiesa di Santa Maria Anteriore di Ferrara: mentre un sacerdote celebrava la messa, l'ostia consacrata, diventata carne, avrebbe sanguinato.

## La storia
Il 28 marzo 1171, giorno di Pasqua, nella Chiesa di Santa Maria Anteriore, durante la solenne Celebrazione eucaristica presieduta dal priore Pietro da Verona, assistito da padre Bono, padre Leonardo e padre Aimone, allo spezzar del pane l'ostia consacrata sarebbe divenuta carne, e ne sarebbe uscito un forte fiotto di sangue che avrebbe macchiato la piccola e bassa volta sovrastante l'altare.
Udita la notizia, che aveva fatto subito il giro della città, accorsero l'allora arcivescovo Amato e l'omologo di Ravenna, Gherardo: ascoltati i testimoni oculari, dichiararono che quello era vero e realissimo sangue miracoloso di Nostro Signore.
Il presunto miracolo è citato anche da altre fonti: nel 1197 Giraldo Cambrense scrisse la Gemma Ecclesiastica, ricordando l'evento. Papa Eugenio IV, in una bolla del 30 marzo 1442, scrisse che la Chiesa di Santa Maria in Vado "deve essere onorata, perché in essa il corpo e sangue di Cristo apparvero manifestamente durante la messa". Papa Benedetto XIV ricordò l'episodio nel "De servorum Dei beatificatione et beatorum canonizatione".
Le macchie di sangue sono custodite in un piccolo tempio all'interno della basilica. La medesima basilica è stata affidata per decenni alla Congregazione dei Missionari del Preziosissimo Sangue, fondata da San Gaspare del Bufalo, fino al giugno 2016. Dal settembre 2018 fa parte dell'Unità Pastorale Borgovado. 
Tra i pellegrini illustri sono annoverati i seguenti papi: Alessandro III (1177), Urbano III (1187), Eugenio IV (1438), Clemente VIII (1598), Pio IX (1857) e Giovanni Paolo II il 20 settembre 1990.